# Metareva endoscota
Metareva endoscota là một loài bướm đêm thuộc phân họ Arctiinae, họ Erebidae.